# Gladiatrix

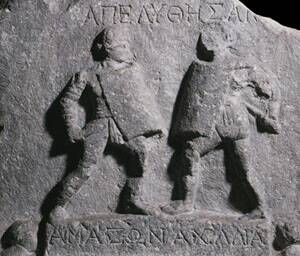
Relief av två kvinnliga gladiatorer, Amazonia och Achillea, från Halicarnassus.

En gladiatrix var en kvinnlig gladiator, en slagskämpe under antikens Rom, som i underhållningssyfte tvingades kämpa på liv och död mot andra gladiatorer eller vilda djur inför publik. Kvinnliga gladiatorer var mer sällsynta än manliga, men är bekräftade genom arkeologi och litteratur.
Kvinnliga gladiatorer uppträdde ofta som en del i särskilt betydelsefulla framföranden och är kända bland många storslagna spel som anordnades av de romerska kejsarna, däribland invigningen av Colosseum i Rom år 80, och det nämns då som en innovation.  Liksom manliga gladiatorer hade gladiatrixer låg social status, men var populära scenartister med en fanskara som betraktade dem som seriösa atleter. Av de få lämningar som finns kvar av dem tycks de ofta ha framträtt som amasoner. En av få konkreta kvarlämningar av kvinnliga gladiatorer visar en scen från en berömd kamp mellan två kvinnliga gladiatorer i Halikarnassos, som har bevarat den ena gladiatrixens artistnamn: Amazonia.